# Axel Kicillof

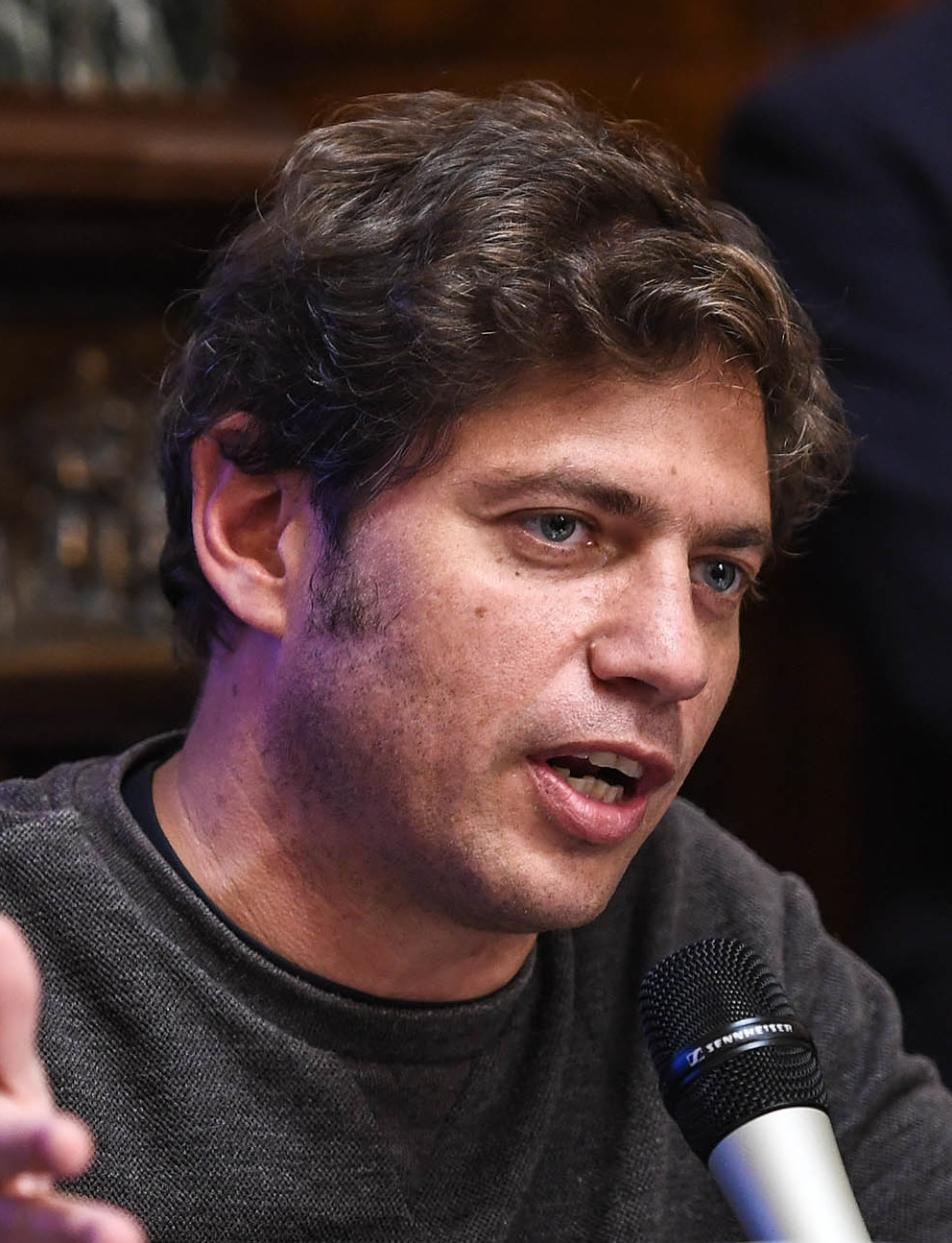
Axel Kicillof (2019)

Axel Kicillof (geboren 25. November 1971 in Buenos Aires) ist ein argentinischer Politiker. Von 2013 bis 2015 war er Wirtschafts- und Finanzminister in der Regierung von Cristina Fernández. Seit 2019 ist er Gouverneur der Provinz Buenos Aires. Er gehört dem peronistischen Wahlbündnis Frente de Todos an.

## Ausbildung und Beruf
Kicillof studierte bis zur Promotion das Fach Wirtschaftswissenschaften an der Universidad de Buenos Aires. Anschließend war er Dozent an derselben Universität. 2009 wurde er auf Geheiß von Cristina Kirchner Manager bei der Fluggesellschaft Aerolíneas Argentinas und 2011 Geschäftsführer des Stahlverarbeiters Siderar.

## Politische Karriere
Kicillof trat der zum Kirchnerismo gehörenden Jugendorganisation La Cámpora bei. Zur zweiten Amtszeit der Präsidentin Cristina Fernández de Kirchner im Jahr 2011 wurde er Staatssekretär im von Hernán Lorenzino geführten Wirtschafts- und Finanzministerium. Am 20. November 2013 übernahm er selbst dieses Ministerium. Sein Amt endete mit der Ablösung Fernández’ am 10. Dezember 2015.
Von 2015 bis 2019 war er nationaler Parlamentsabgeordneter für die Frente para la Victoria als Vertreter der Stadt Buenos Aires. Im Oktober 2019 wurde er mit einem Ergebnis von 52 % zum Gouverneur der Provinz Buenos Aires gewählt und trat am 11. Dezember desselben Jahres das Amt an. Er gilt weiterhin als enger Vertrauter der Ex-Präsidentin und -Vizepräsidentin Cristina Fernández. 2023 wurde er für eine zweite Amtszeit wiedergewählt.